# Lorán Lenke

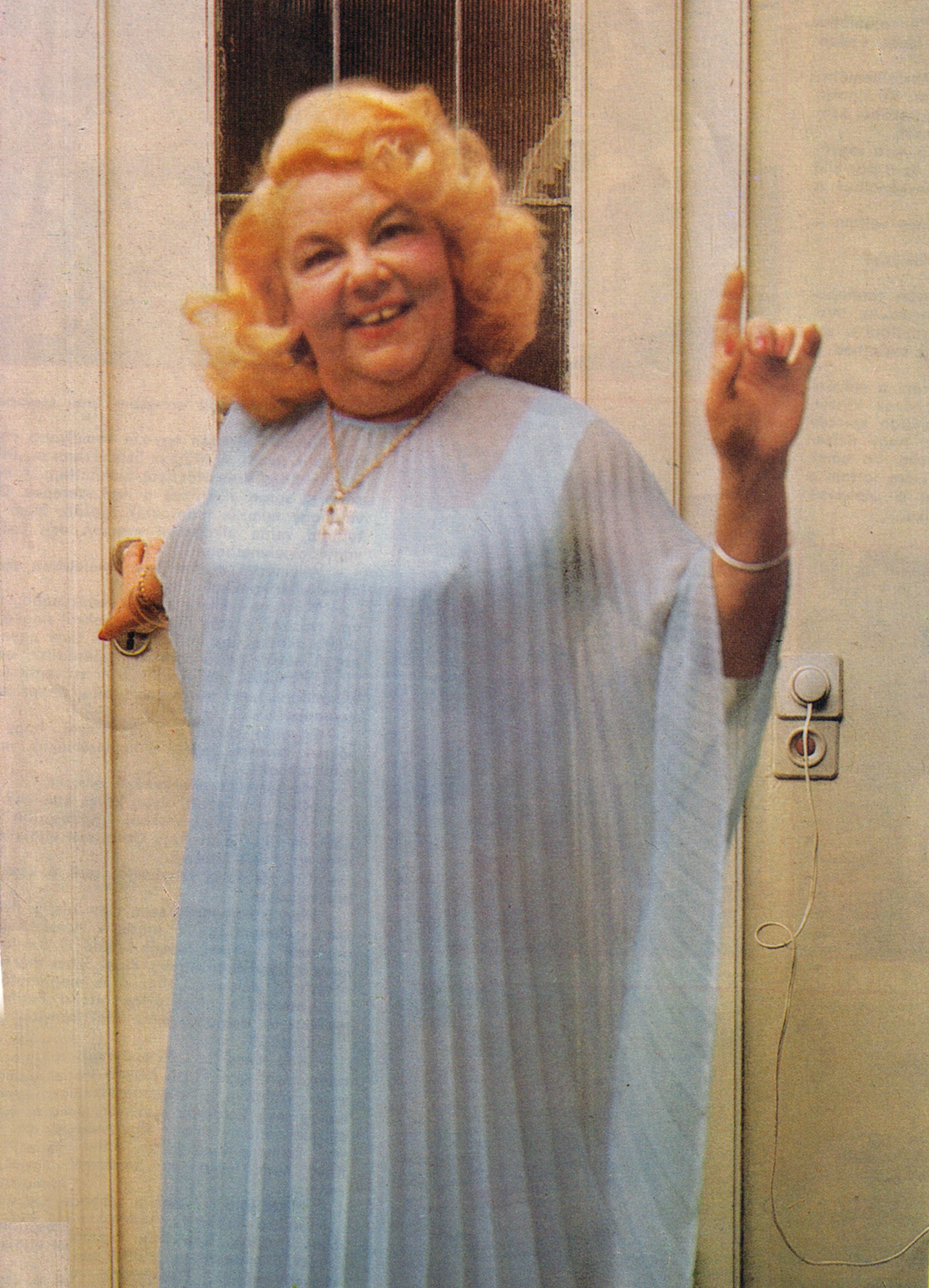
Rózsavölgyi Gyöngyi felvétele

Lorán Lenke (Győr, 1927. május 1. – Budapest, 2017. augusztus 27.) Jászai Mari-díjas magyar színésznő, érdemes és kiváló művész, a Vidám Színpad és a Halhatatlanok Társulatának örökös tagja.
Ő volt a derűkirálynő, a szórakoztatás hercegnője.

## Életpályája
Első szerepe Ámor volt a Tannhäuserben 1935-ben. Makay Margit stúdiójában tanulta a szakmát, majd 1943–1945 között a Fővárosi Operettszínház tagja volt. 1945–1966 között a Művész Színház, a Vidám Színpad, a Magyar Néphadsereg Színháza, és a Petőfi Színház, 1966–1996 között a Vidám Színpad tagja volt, majd a későbbi Centrál Színházban játszott. 1998–2011 között a Mikroszkóp Színpad tagja volt.
Kirobbanó életkedvű, jó humorú komika, eszköztárában az erőteljesebb színészi eszközök is megtalálhatók. Elsősorban vígjátékokban játszott, de komolyabb karakterszerepekben is emlékezetes alakításai voltak.
Utolsó bemutatója 2014-ben volt a Karinthy Színházban, ahol a Mikroszkóp Színpad megszűnése után játszott. 2017-ben fél évig kórházban kezelték, ahonnan még hazatért, de néhány héttel később meghalt egy budapesti szeretetotthonban.
Bár az Új Színház nem jogutódja a feloszlatott Művész Színház társulatának, 2005-ben a Márta István vezette színház felajánlotta a még élő egykori művészeknek az örökös tagságot, így Lorán Lenke is örökös tag lett. Hasonlóan a Straub Dezső vezette Vidám Színpadnak is örökös tagjává választották 2017-ben.
2017. szeptember 20-án búcsúztatták a budapesti Szent István-bazilikában.

## Családja
Első férje Lemhényi Dezső olimpiai bajnok vízilabdázó volt, de házasságuk válással végződött. Második férje Kozák László színész volt. Egy fiuk született, László, aki rendőr lett. Tőle egy unokája van, Emese.

## Színházi szerepeiből
- Szántó Armand–Szécsén Mihály: Kihajolni veszélyes... Vera
- Raszkin-Szlobodszkij: Filmcsillag... Valja
- Szurov: Vadnyugat... Nancy
- Csiky Gergely: Ingyenélők... Mákony Zelma
- Gyakonov: Házasság hozománnyal... Ljuba
- Alexandrescu: Egy este az Union parkban... Zita
- Ion Luca Caragiale: Éjszaka Dumitrache főnök úr házában... Zita
- Urbán Ernő: Gál Anna diadala... Eszter
- Fényes Szabolcs: Szerencsés flótás... Blanka
- Fejér István–Csizmarek Mátyás: Bukfenc... Biberák Lenke
- Molnár Ferenc: Az ibolya... Márkus kisasszony
- Molnár Ferenc: Az üvegcipő... Roticsné
- Csanak Béla: Torkig vagyok a szerelemmel... Mackó
- Innocent-Vincze Ernő–Kállai István: Tavaszi keringő... Piri
- Karinthy Frigyes: Így írtok ti
- Tóth Miklós: Köztünk maradjon... Piri
- Hervé: Nebáncsvirág... Marianne
- Bertolt Brecht: Koldusopera... Peacockné
- Kállai István: Titkárnők lázadása... Joli
- Bencsik Imre: Egy fiúnak négy mamája... Kevéné
- Rejtő Jenő: Tulipán... Wolfné
- Görgey Gábor–Gádor Béla: Részeg éjszaka... Zsizsi
- Csurka István: A csirkefogó... Ráczné
- Bárány Tamás: Több órás napsütés... Pólika
- Zarudnij: Nem vagyunk kifestve... Ignatyevna
- Gábor Andor: Dollárpapa... Koltayné
- Bencsik Imre: Kölcsönlakás... Vali; Ica
- Niccolò Machiavelli: Maszlag... Zsófi asszony
- Dunai Ferenc: A nadrág... Soltészné
- Neil Simon: Furcsa pár... Vera
- Görgey Gábor: Szexbogyó... Miss Goldfinger
- Vinkó József: Justitia kombinéban... Vilma
- Bradányi Iván–Karinthy Márton: Vidám válás... Hortense
- Emőd Tamás–Török Rezső: Két lány az utcán... Pletyus
- Campaux: Csöngettek, madame!... Mme. Guibert
- William Somerset Maugham: Imádok férjhez menni... Mrs. Pogson
- Szenes Andor: Weekend... Pemeténé
- Lakatos László: Vágyom egy ágy után... Bea
- Eisemann Mihály: Fiatalság, bolondság... Titkárnő
- Ray Cooney: Család ellen nincs orvosság... Anya
- Kalmár Tibor: Kriminális kabaré
- Verebes István: Mikor lesz elegünk?
- Selmeczi Tibor: Le vagytok szavazva!
- Szép Ernő: Ida
- Tabi László: Kabaré retro
- Gyurkovics Tibor: Nagyvizit... Mária
- Hunyady Sándor–Vadnay László: Lovagias ügy... Nagymama

## Filmjei

### Játékfilmek
- Egy fiúnak a fele (1943)[14]
- Éjjeli zene (1943) – Pallay Pannika
- Tűz (1948)
- Civil a pályán (1951)
- Állami áruház (1952) – A parasztbácsi fiatal felesége
- Csapj az asztalra! (1953, rövid játékfilm)
- Költözik a hivatal! (1954, rövid játékfilm) – Büfés nő
- Böske (1955, rövid játékfilm)
- Dollárpapa (1956) – A polgármester lánya
- Mese a 12 találatról (1956)
- Ünnepi vacsora (1956) – Vásárló a könyvesboltban
- A nagyrozsdási eset (1957)[15] – Szitáné
- Sporthorgászok (1957, rövid játékfilm)
- Felfelé a lejtőn (1958) – Boldizsár Piroska
- Gyalog a mennyországba (1959) – Nő a társaságban
- Májusi dal (1959, rövid játékfilm)
- Szerelem csütörtök (1959)
- A megfelelő ember (1960) – Stefike
- Délibáb minden mennyiségben (1961) – Nono
- Nem ér a nevem (1961) – Tordainé, a féltékeny férj felesége
- Vigyázat, mázolva! (1961, rövid játékfilm)
- Dani (1962)
- Házasságból elégséges (1962) – Jerzsabekné
- Mit csinált felséged 3-tól 5-ig? (1964) – Szelistyei asszony III.
- Minden kezdet nehéz 1-2. (1966; rendhagyó magyar film) – Erzsike
- Jaguár (1967) – Diva
- Nem várok holnapig… (1967) – Házfelügyelőnő / Táncoló hölgy / Szakácsnő
- Csárdáskirálynő (1971) – Úrhölgy I.
- Fuss, hogy utolérjenek! (1972) – Gizike
- Hét tonna dollár (1974) – A cirkuszigazgató felesége
- Teketória (1977) – Lanke
- Higgyetek nekem! (1985)
- Huncut (2003)

### Tévéfilmek, televíziós sorozatok
- Nem értem a nőket… (1963)
- Színészek a porondon (1963)
- Nagymama, nagymama… (1964)
- Délután ötkor (1965) – Annus, a bejárónő
- Tánckongresszus (1966) – Elnökségi tag
- Az OP-ART kalap (1967) – Eszti néni
- Világraszóló lakodalom (1967)
- Bolondgombák (1968)
- Szende szélhámosok (1968)
- Bözsi és a többiek (1969)
- Tündér voltam Budapesten (1970)
- Lehet egy kilóval kevesebb? (1971)
- Nyári játék (1971) – Feleség
- Széplányok sisakban (1972)
- Nász a hegyen (1974) – Subáné
- Hazugok (1975)
- Robog az úthenger 1-6. (1976) – Mathilde
- Süt a hold (1976)
- Prolifilm (1980)
- Holt lelkek (1983)[16] – Emilia
- Zenés TV Színház (1987-1990)

- A szabin nők elrablása (1976) – Retteginé
- Kártyaaffér hölgykörökben – Főnővér (1987)
- Peches ember ne menjen a jégre… – Örömanya (1990)
- Lumpáciusz Vagabundusz (1988) – Boris néni
- Én és a kisöcsém (1989) – Stefanekné
- Gyuszi ül a fülben (1989)
- Uborka (1991-2002) – (hang)
- Gálvölgyi szubjektív (1994)
- Família Kft. V-VIII. (1995-1998) – Rózsika
- 7-es csatorna (1999) – Auntie Elli
- Pasik! II. (2001)
- Fla5h (2011) – Dédi

### Rajzfilmek
- Kérem a következőt! I. (1973) – Szarka Terka (hang)
- A préri pacsirtája (1991) – Miss Isabelle (hang)

### Szinkronszerepe
| Év        | Cím                                      | Szereplő          | Szinkronhang | Szinkron év |
| --------- | ---------------------------------------- | ----------------- | ------------ | ----------- |
| 1961-1964 | Frédi és Béni II-V. (1. magyar szinkron) | További szereplők | N/A          | 1969-1980   |

## Hangjátékok
- Silova, Bohumilova: Emberek papírból (1953)
- Szemes Piroska: A házasság története (1963)
- Alice csodaországban (1979) – Dodo
- Vízparti történet (1985)[18]

## Díjai, elismerései
- Jászai Mari-díj (1968)
- A Magyar Köztársasági Érdemrend lovagkeresztje (2003)
- Az Új Színház örökös tagja (2005)
- A Magyar Köztársasági Érdemrend tisztikeresztje (2007)
- Táncsics Mihály-életműdíj (2007)[19]
- Pepita-díj (2009)
- Érdemes művész (2010)
- Örökös tag a Halhatatlanok Társulatában (2010)
- Marton Frigyes-díj (2012)
- Kiváló művész (2015)
- Vidám Színpad örökös tagja (2017)[10]